# Fuzelicious Morsels Records
Fuzelicious Morsels Records är den amerikanska gitarristen David Fiuczynskis eget skivbolag. Bolaget har producerat nästan alla hans soloskivor och några av hans band, Screaming Headless Torsos, skivor också.